# Jaroslav Svoboda
Jaroslav Svoboda (né le 1er juin 1980 à Červenka en Tchécoslovaquie) est un joueur professionnel tchèque de hockey sur glace. Il évolue au poste d'ailier droit.

## Biographie

### Carrière en club
Formé au HC Olomouc, Jaroslav Svoboda joue sa première saison professionnelle avec cette équipe en 1.liga tchèque lors de la saison 1997-1998. Au terme de cette saison, il est réclamé par les Hurricanes de la Caroline en 208e position du repêchage d'entrée dans la LNH 1998. Lors de cette même saison, il part jouer avec l'équipe junior du Ice de Kootenay de la Ligue de hockey de l'Ouest. En 1999-2000, il mène le Ice à la Coupe du Président après avoir remporté la finale des séries contre les Chiefs de Spokane. Il mène au chapitre des buts (15) et des points (28) lors ces séries. 
Il joue la saison 2000-2001 dans la Ligue internationale de hockey avec le club-école des Hurricanes, les Cyclones de Cincinnati, puis fait ses débuts dans la Ligue nationale de hockey avec l'équipe de Caroline la saison suivante. Il joue 10 matchs avec les Hurricanes au cours de cette saison en plus de jouer les séries 2002 de la Coupe Stanley alors que son équipe atteint la finale.
En juin 2004, il est échangé aux Stars de Dallas contre un choix de repêchage mais la totalité de la saison 2004-2005 de la LNH est annulée en raison d'un lock-out et joue la saison dans son pays natal. Il joue la saison 2005-2006 dans la ligue nationale avec les Stars avant de retourner en République tchèque en 2006. 
Il joue trois saisons avec le HC Znojemští Orli puis trois autres avec le HC Kometa Brno au championnat tchèque avant de jouer la saison 2012-2013 avec le HC Lev Prague dans la Ligue continentale de hockey (KHL) puis retourne cette même saison dans l'Extraliga avec le HC Sparta Prague. 
Après une saison au sein du KLH Chomutov dans l'Extraliga en 2013-2014, il joue la saison 2014-2015 avec le HC Red Ice en Ligue nationale B en Suisse puis avec le MHC Martin au championnat slovaque.

### Carrière internationale
Il représente la République tchèque au niveau international. Il a joué avec l'équipe à l'occasion du championnat d'Europe junior en 1998 et du championnat du monde junior de 2000, cette dernière qui résulte d'une médaille d'or pour les Tchèques après avoir vaincu la Russie en finale.

## Statistiques

### En club
| Saison     | Équipe                    | Ligue                 |     | Saison régulière | Saison régulière | Saison régulière | Saison régulière | Saison régulière |    | Séries éliminatoires | Séries éliminatoires | Séries éliminatoires | Séries éliminatoires | Séries éliminatoires |
| Saison     | Équipe                    | Ligue                 | PJ  | B                | A                | Pts              | Pun              | PJ               | B  | A                    | Pts                  | Pun                  |                      |                      |
| 1995-1996  | HC Olomouc U20            | Extraliga tchèque U20 | 40  | 13               | 15               | 28               |                  | -                | -  | -                    | -                    | -                    |                      |                      |
| 1996-1997  | HC Olomouc U18            | Extraliga tchèque U18 | 2   | 0                | 0                | 0                |                  | -                | -  | -                    | -                    | -                    |                      |                      |
| 1996-1997  | HC Olomouc U20            | Extraliga tchèque U20 | 37  | 19               | 14               | 33               |                  | -                | -  | -                    | -                    | -                    |                      |                      |
| 1997-1998  | HC Olomouc U20            | Extraliga tchèque U20 | 36  | 14               | 21               | 35               |                  | -                | -  | -                    | -                    | -                    |                      |                      |
| 1997-1998  | HC Olomouc                | 1.liga tchèque        | 15  | 0                | 1                | 1                |                  | -                | -  | -                    | -                    | -                    |                      |                      |
| 1998-1999  | Ice de Kootenay           | LHOu                  | 54  | 26               | 33               | 59               | 46               | 7                | 2  | 2                    | 4                    | 11                   |                      |                      |
| 1999-2000  | Ice de Kootenay           | LHOu                  | 56  | 23               | 43               | 66               | 97               | 21               | 15 | 13                   | 28                   | 51                   |                      |                      |
| 2000       | Ice de Kootenay           | Coupe Memorial        | 3   | 0                | 0                | 0                | 10               | -                | -  | -                    | -                    | -                    |                      |                      |
| 2000-2001  | Cyclones de Cincinnati    | LIH                   | 52  | 4                | 10               | 14               | 25               | -                | -  | -                    | -                    | -                    |                      |                      |
| 2001-2002  | Lock Monsters de Lowell   | LAH                   | 66  | 12               | 16               | 28               | 58               | -                | -  | -                    | -                    | -                    |                      |                      |
| 2001-2002  | Hurricanes de la Caroline | LNH                   | 10  | 2                | 2                | 4                | 2                | 23               | 1  | 4                    | 5                    | 28                   |                      |                      |
| 2002-2003  | Hurricanes de la Caroline | LNH                   | 48  | 3                | 11               | 14               | 32               | -                | -  | -                    | -                    | -                    |                      |                      |
| 2002-2003  | Lock Monsters de Lowell   | LAH                   | 9   | 1                | 1                | 2                | 10               | -                | -  | -                    | -                    | -                    |                      |                      |
| 2003-2004  | Hurricanes de la Caroline | LNH                   | 33  | 3                | 1                | 4                | 6                | -                | -  | -                    | -                    | -                    |                      |                      |
| 2003-2004  | Lock Monsters de Lowell   | LAH                   | 9   | 2                | 2                | 4                | 4                | -                | -  | -                    | -                    | -                    |                      |                      |
| 2004-2005  | HC Oceláři Třinec         | Extraliga tchèque     | 9   | 0                | 2                | 2                | 14               | -                | -  | -                    | -                    | -                    |                      |                      |
| 2004-2005  | HC Olomouc                | 1.liga tchèque        | 18  | 7                | 6                | 13               | 67               | -                | -  | -                    | -                    | -                    |                      |                      |
| 2005-2006  | Stars de Dallas           | LNH                   | 43  | 4                | 3                | 7                | 22               | 2                | 0  | 0                    | 0                    | 2                    |                      |                      |
| 2006-2007  | HC Znojemští Orli         | Extraliga tchèque     | 51  | 10               | 0                | 10               | 160              | 9                | 1  | 1                    | 2                    | 56                   |                      |                      |
| 2007-2008  | HC Znojemští Orli         | Extraliga tchèque     | 38  | 12               | 8                | 20               | 60               | 1                | 0  | 0                    | 0                    | 27                   |                      |                      |
| 2008-2009  | HC Znojemští Orli         | Extraliga tchèque     | 42  | 11               | 3                | 14               | 36               | -                | -  | -                    | -                    | -                    |                      |                      |
| 2009-2010  | HC Kometa Brno            | Extraliga tchèque     | 42  | 8                | 4                | 12               | 49               | -                | -  | -                    | -                    | -                    |                      |                      |
| 2010-2011  | HC Kometa Brno            | Extraliga tchèque     | 27  | 2                | 4                | 6                | 18               | -                | -  | -                    | -                    | -                    |                      |                      |
| 2011-2012  | HC Kometa Brno            | Extraliga tchèque     | 41  | 5                | 6                | 11               | 47               | 19               | 3  | 3                    | 6                    | 16                   |                      |                      |
| 2012-2013  | HC Lev Prague             | KHL                   | 25  | 2                | 0                | 2                | 4                | -                | -  | -                    | -                    | -                    |                      |                      |
| 2012-2013  | HC Sparta Prague          | Extraliga tchèque     | 4   | 3                | 0                | 3                | 2                | 7                | 0  | 2                    | 2                    | 6                    |                      |                      |
| 2013-2014  | KLH Chomutov              | Extraliga tchèque     | 25  | 8                | 4                | 12               | 43               | 6                | 2  | 1                    | 3                    | 4                    |                      |                      |
| 2014-2015  | HC Red Ice                | LNB                   | 5   | 1                | 2                | 3                | 0                | -                | -  | -                    | -                    | -                    |                      |                      |
| 2014-2015  | MHC Martin                | Extraliga slovaque    | 18  | 3                | 5                | 8                | 24               | 5                | 1  | 1                    | 2                    | 4                    |                      |                      |
| 2015-2016  | HC Nové Zámky             | 1.liga slovaque       | 17  | 12               | 9                | 21               | 6                | -                | -  | -                    | -                    | -                    |                      |                      |
| 2016-2017  | HC Nové Zámky             | Extraliga slovaque    | 3   | 0                | 1                | 1                | 4                | 4                | 0  | 1                    | 1                    | 4                    |                      |                      |
| Totaux LNH | Totaux LNH                | Totaux LNH            | 134 | 12               | 17               | 29               | 62               | 25               | 1  | 4                    | 5                    | 30                   |                      |                      |

### En équipe nationale
| Année | Compétition                 |   | PJ | B | A | Pts | Pun             |  | Résultat |
| 1998  | Championnat d'Europe junior | 6 | 2  | 3 | 5 | 6   | Quatrième place |  |          |
| 2000  | Championnat du monde junior | 7 | 1  | 2 | 3 | 6   | Médaille d'or   |  |          |